# Seawardiella
Seawardiella is een geslacht van korstmossen behorend tot de familie Teloschistaceae. 

## Geslachten
Volgens Index Fungorum telt het geslacht twee soorten (peildatum oktober 2021):
| Soortnaam                 | Auteur(s)                                     | Publicatiejaar |
| ------------------------- | --------------------------------------------- | -------------- |
| Seawardiella lobulata     | (Flörke) S.Y. Kondr., I. Kärnefelt & A. Thell | 2018           |
| Seawardiella tasmaniensis | S.Y. Kondr., I. Kärnefelt & A. Thell          | 2018           |